# Amirspasalar
Amirspasalar ali amirspasalari (gruzijsko امیرسپاسالار, amirspasalar iz perzijskega امیر سپه سالار, amīr sipahsālār) je bil vrhovni poveljnik srednjeveške gruzijske vojske in eden najvišjih uradnikov Kraljevine Gruzije. 
Naziv je sestavljen iz arabskega izraza amir/emir, ki pomeni 'poveljnik', 'guverner' ali 'knez', in perzijskega  izraza sipahsalar, ki pomeni 'poveljnik vojske'.
Amirspasalar je bil v vojnem času vrhovni poveljnik kraljevih vojsk  in nosilec državne zastave. Pod kraljico Tamaro Gruzijsko (vladala 1184–1213) je bil tretji najvišji uradnik Kraljevine Gruzije, takoj za kraljem in atabegom. Institucije kraljevega dvora, najverjetneje zakonsko urejene med drugo vladavino Jurija V. (vladal 1314–1346), opredeljujejo amirspasalarja kot "častnega vezirja in poveljnika vojske". 
Naziv amirspasalar se prvič omenja v času vladavine gruzijskega kralja Jurija III. (vladal 1156–1184), očitno pa ga je uvedel Jurijev stari oče David IV. (vladal 1089–1125), ki je bistveno reformiral gruzijsko vojaško in civilno upravo. V začetku 12. stoletja se je amirspasalar izbiral iz družine Orbeli, leta 1155 pa je David, sin gruzijskega kralja Demetrija I., strmoglavil svojega očeta in poskušal omejiti vpliv Orbelijev, tako da je položaj prenesel na svojega tekmeca Tirkaša Abuletisdzeja. Po Demetrijevi vrnitvi na oblast so položaj amirspasalarja ponovno dobili Orbeliji in ga obdržali do upora proti Juriju III. leta 1176–1177, ko se je prenesel na Kubasarja, ki je bil kipčaškega rodu. Leta 1184 je kraljica Tamara odstavila Kubasarja in za amirspasalarja imenovala člana družine Gamrekeli. Kasneje je položaj prešel na Zakaride (Mhargrdzelije), ki so jo nasledili Džakeliji.
Z razpadom Kraljevine Gruzije konec 15. stoletja je bil položaj amirspasalarja ukinjen.

## Sklica
1. ↑  Hakobyan, Zaruhi A. (2021). »The Frescoes of the Haghpat Monastery in the Historical-Confessional Context of the 13th Century«. Actual Problems of Theory and History of Art. 11: 265. doi:10.18688/aa2111-02-21.
2. 1 2  Robert Bedrosian. "Amirspasalar". V: Joseph Reese Strayer (1983), Dictionary of the Middle Ages, str. 235. Scribner, ISBN 0-684-16760-3.